# 1800
1800 (MDCCC) var ett undantaget normalår som började en onsdag i den gregorianska kalendern och ett skottår som började en söndag i den julianska kalendern. Den julianska kalendern gick 10 dagar efter den gregorianska kalendern fram till och med den 28 februari (nya stilen: 11 mars) och 12 dagar efter från och med den 29 februari (nya stilen: 12 mars). 

## Händelser

### Mars
- 10 mars – Ett riksmöte öppnas i Norrköping. Kung Gustav (Gustav IV Adolf) har kallat till mötet därför att riket har dåliga finanser och för att bli kvitt den parallellmyntfot landet har.[1][2] De kroniskt dåliga finanserna hade förvärrats än mer av missväxt som tvingat fram spannmålsinköp från utlandet, sinande sillfiske, minskad järnexport, kaperier och oro på finansmarknaden.[1][2] Parallellmyntfot innebar här att det fanns två skilda sedelsystem i landet – riksdaler banco och riksdaler riksgälds. Den senare sedelsorten utgjordes av riksgäldsobligationer (lånehandlingar) som i praktiken cirkulerade som sedelmynt. Statens "lånekontor" – riksgälden hade inrättats av Gustav III 1789.[1]
- 14 mars – Sedan Pius VI har avlidit året innan väljs Barnaba Niccolò Maria Luigi Chiaramonti till påve och tar namnet Pius VII.

### April
- 3 april – Gustav IV Adolf och hans drottning Fredrika kröns i Norrköping.[3]
- April–maj
  - På den svenska riksdagen i Norrköping kommer åter den gamla adelsoppositionen till uttryck. Den 29 maj avsäger sig fem adelsmän, bland dem Hans Hierta och Per Adolf Tham, adelskapet. Hierta antar namnet Järta och Tham ändrar namn till Tamm.
  - Orsaken till avhoppet är att unga riksdagsmän som friherre Hierta (26 år) vill att adeln ska driva igenom ett krav på regelbundna riksmöten. Man ogillar kungens rätt att själv bestämma om detta. Adelns talman, lantmarskalk Magnus Fredrik Brahe, viker sig dock inför kungens påtryckningar och i vredesmod över detta avsäger sig Hierta med flera sitt adelskap.[4]
  - För att kunna betala statens skulder beslutar riksdagen om lyxskatt och licensavgifter. Socker, puder, vagnar, kortspel, fickur och sällskapshundar drabbas. Detta blir första gången som hundskatt införs i Sverige.[4]
  - För att bli kvitt parallellmyntfoten beslutar man i Norrköping att en myntrealisation ska genomföras. Den innebär att riksgäldssedlarna ska inlösas, vilket realiseras först 1803 och på annat sätt än riksdagen har bestämt.[5]

### Maj

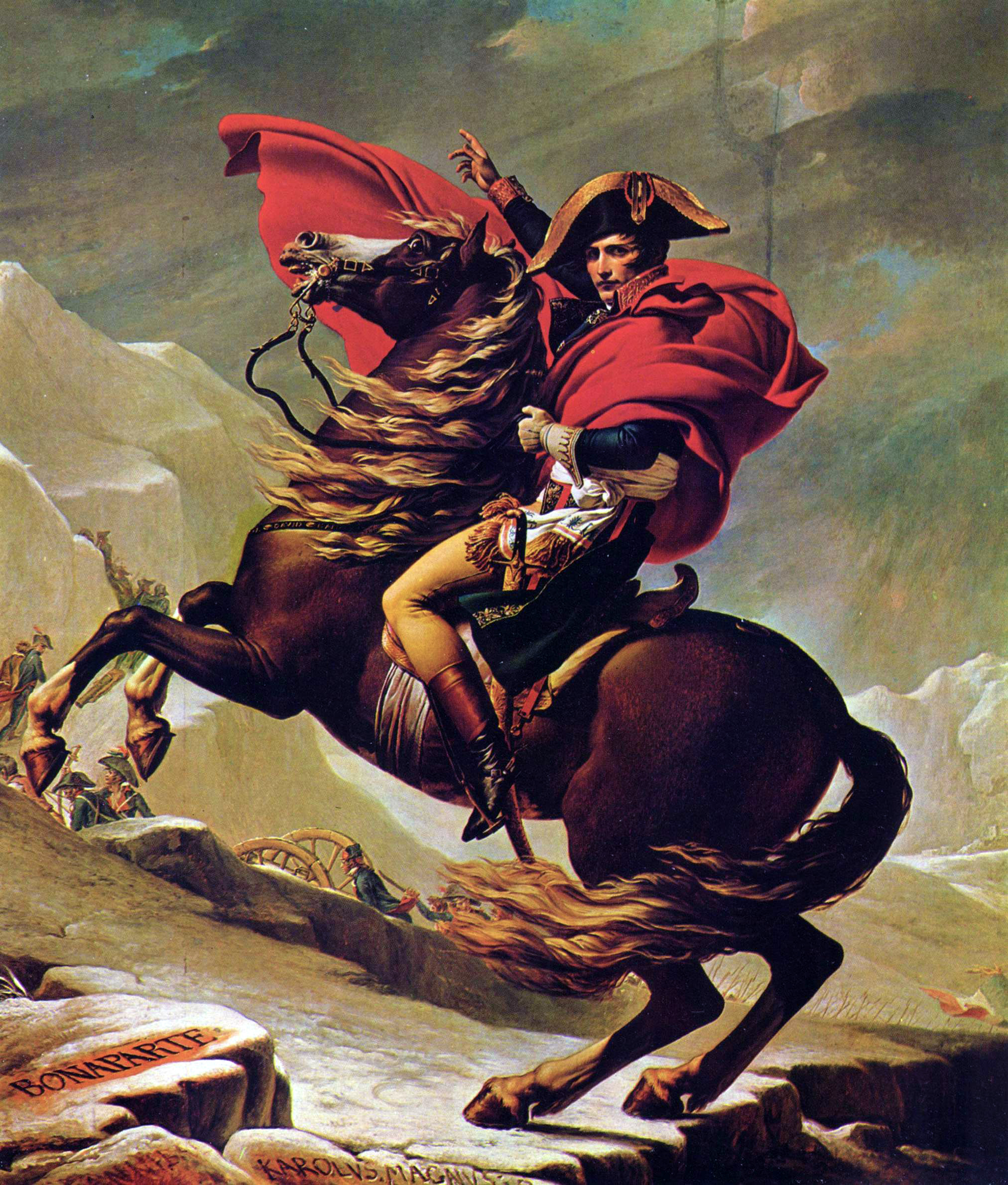
Napoleon Bonaparte korsar Alperna.

- 15 maj – Napoleon Bonaparte korsar Alperna och invaderar den apenninska halvön.

### Juni
- 14 juni – Napoleon Bonaparte med 22 000 fransmän besegrar 31 000 österrikare, ledda av general Michael von Melas i Slaget vid Marengo.

### Augusti
- 11 augusti – Brand i Kalmar, Sverige.[6]
- 14 augusti – Trollhätte kanal i Sverige står färdig och öppnas för trafik. Vänern är därmed förbunden med Sveriges västkust.[7]

### September
- 30 september  – Konventionen 1800 skrivs på av Frankrike och USA, vilken avslutar Quasikriget.[8]

### Oktober
- 3 oktober - Obelisken i Stockholm invigs, Slottsbacken Gamla stan

### November
- 1 november – Vita huset i Washington, DC, USA står inflyttningsklart.[9]
- 17 november – USA:s kongress samlas för första gången i Washington, DC.[10]

### December
- 16 december – Ett väpnat neutralitetsförbund sluts mellan Ryssland, Sverige, Danmark och Preussen till skydd mot Storbritanniens kapningar ute på haven.[11]

### Okänt datum
- Cannabis introduceras i Frankrike av Napoleon Bonapartes soldater på väg hem från Egypten.[12]
- Potatisen introduceras i Finland. Under 1800-talet slår potatisodlingen verkligen igenom i både Sverige och Finland.
- Allt fler nationella stämningar börjar höras i Finland, bland annat av humanisten Henrik Gabriel Porthan vid Kungliga Akademien i Åbo.
- Husbehovsbränningen av brännvin släpps fri i Sverige.

## Födda

### Första kvartalet

#### Januari
- 4 januari – Martha Tiahahu, malajisk upprorsledare. (död 1818)
- 7 januari – Millard Fillmore, amerikansk politiker, USA:s president 1850–1853. (död 1874)
- 10 januari – Lars Levi Læstadius, svensk präst, väckelseledare, författare och botanist. (död 1861)
- 12 januari – Eugène Lami, fransk målare och litograf. (död 1890)

#### Februari
- 6 februari – Achille Devéria, fransk målare och litograf. (död 1857)
- 11 februari – Henry Fox Talbot, brittisk uppfinnare. (död 1877)
- 12 februari – John Edward Gray, brittisk zoolog och frimärkssamlare. (död 1875)
- 14 februari – Emory Washburn, amerikansk politiker, guvernör i Massachusetts 1854–1855. (död 1877)

#### Mars
- 16 mars – Ninko, japansk kejsare 1817–1846. (död 1846)
- 28 mars – Axel Gabriel Bielke, svensk greve, kammarherre och konstvän. (död 1877)

### Tredje kvartalet

#### April
- 16 april – Jakob Heine, tysk ortoped. (död 1879)

#### Maj
- 9 maj – John Brown, amerikansk slaverimotståndare. (död 1859)

#### Juni
- 22 juni – James Harlan, amerikansk politiker, kongressledamot 1835–1839. (död 1863)

### Tredje kvartalet

#### Juli
- 31 juli – Friedrich Wöhler, tysk kemist. (död 1882)

#### Augusti
- 23 augusti – Evangelis Zappas, grekisk filantrop. (död 1865)
- 29 augusti – Jacob W. Miller, amerikansk politiker, senator 1841–1853. (död 1862)

#### September
- 7 september – Sidney Breese, amerikansk demokratisk politiker och jurist, senator 1843–1849. (död 1878)
- 13 september – Franklin Buchanan, amerikansk officer, amiral i Konfedererade flottan under amerikanska inbördeskriget. (död 1874)
- 30 september – Decimus Burton, brittisk arkitekt. (död 1881)

### Fjärde kvartalet

#### Oktober
- 1 oktober – Peter Wieselgren, svensk präst, nykterhetsförkämpe, litteratur- och kulturhistoriker. (död 1877)
- 9 oktober – Alexander von Daniels, tysk jurist. (död 1864)
- 21 oktober – Robert Rhett, amerikansk politiker. (död 1876)
- 26 oktober – Helmuth von Moltke den äldre, tysk militär. (död 1891)

#### November
- 6 november – Eduard Grell, tysk kompositör. (död 1886)

#### December
- 4 december – Emil Aarestrup, dansk poet och läkare. (död 1856)
- 5 december – Thomas Ford, amerikansk demokratisk politiker och jurist, guvernör i Illinois 1842–1846. (död 1850)

### Okänt datum
- Wanda Malecka, polsk redaktör och författare. (död 1860)

## Avlidna

### Första kvartalet

#### Januari
- 11 januari – Kyra Frosini, grekisk hjältinna.

#### Februari
- 7 februari – Anna Jabłonowska, 71, polsk politiker.

#### Mars
- 4 mars – Johann Friedrich von Kageneck, 58, österrikisk greve och diplomat.

### Andra kvartalet

#### April
- 29 april – Johann Christian Fischer, tysk oboist.

#### Maj
- 7 maj – Niccolò Piccinni, 72, italiensk kompositör.

#### Juni
- 10 juni – Johann Abraham Peter Schulz, 53, tysk kompositör.

### Tredje kvartalet

#### Juli
- 14 juli – Lorenzo Mascheroni, 50, italiensk matematiker.

#### Augusti
- 25 augusti – Elizabeth Montagu, 81, brittisk socialreformator

#### September
- 3 september – Elżbieta Branicka, polsk adelskvinna och politiker.

### Fjärde kvartalet

#### Oktober
- 8 oktober – Salavat Julajev, 46, basjkirisk nationalhjälte.

#### November
- 14 november – François-Claude de Bouillé, 60, fransk militär.

#### December
- 5 december – Jean-Baptiste Audebert, 41, fransk konstnär.
- 21 december – Thomas Hartley, 52, amerikansk advokat, militär och politiker, kongressledamot 1789–1800.
- 26 december – John Patten, 54, amerikansk politiker.

### Fotnoter
1. 1 2 3  Svensk Historia, Alf Henrikson, sid 743-45.
2. 1 2  http://www.hernbloms.se/kallor/eget/1800.htm
3. ↑  Sverige och dess regenter under 1000 år, Lars Lagerqvist, sid 239.
4. 1 2  Svensk Historia, Alf Henrikson, sid 745.
5. ↑  Svensk Historia, Alf Henrikson, sid 745,748.
6. ↑  ”Värmlands brandhistoriska klubb”. Arkiverad från originalet den 12 oktober 2011. https://www.webcitation.org/62NB7kO36?url=http://www.brandhistoriska.org/olyckor_se.html.
7. ↑   Trollhätte kanal 200 år
8. ↑  ”France - Convention of 1800 : Text of the Treaty”. The Avalon Project. Yale Law School. http://avalon.law.yale.edu/19th_century/fr1800.asp.
9. ↑  ”Overview of the White House”. White House Museum. http://www.whitehousemuseum.org/overview.htm. Läst 9 november 2007.
10. ↑  ”The Senate Moves to Washington”. United States Senate. 14 februari 2006. http://www.senate.gov/artandhistory/history/minute/The_Senate_Moves_to_Washington.htm. Läst 11 juli 2008.
11. ↑  ”Hvorfor/derfor flager vi i dag”. Arkiverad från originalet den 18 januari 2009. https://web.archive.org/web/20090118063049/http://www.klauber-flag.dk/pages.asp?page=5c.
12. ↑  ”Narkotika”. Arkiverad från originalet den 24 maj 2011. https://web.archive.org/web/20110524131828/http://members.fortunecity.com/simulatorsmusicsite/droger/narkotika.htm.